# Кати (город)
Кати (фр. Kati) — город на юго-западе Мали, в области Куликоро.

## Общая информация
Расположен в 15 км к северо-западу от столицы страны, города Бамако, на высоте 254 м над уровнем моря. Кати расположен на железной дороге, соединяющей Дакар и Бамако; кроме того, через город проходят автомобильные дороги Бамако — Колокани и Кати — Кита. Город является гарнизоном; имеется военный и гражданский госпитали, а также несколько учебных заведений. Важный центр торговли крупным рогатым скотом.

## Население
По данным на 2013 год численность населения города составляла 53 197 человек. Население коммуны Кати по данным на 2009 год составляет 114 983 человека. Большая часть населения исповедует ислам и говорит на языке бамана. Имеется также католическое меньшинство.
Динамика численности населения города по годам:
| 1976   | 1987   | 1998   | 2013   |
| ------ | ------ | ------ | ------ |
| 24 831 | 34 315 | 39 606 | 53 197 |

## Города-побратимы
- Пюто, Франция[4]
- Эрфурт, Германия[5]